# Сходи Шильда
«Сходи Шильда» (англ. Schild's Ladder) — науково-фантастичний роман австралійського письменника Грега Ігена. Написаний в 2001 році. Особливість роману — правдоподібність з точки зору теоретичної фізики і нетривіальної математики, що дозволяє віднести його до так званої «твердої» наукової фантастики. Назва новели взята від математичної конструкції, відомої як 'Schild's ladder', яку винайшов математик і фізик Альфред Шильд (Alfred Schild).
У романі йдеться про наслідки неуспішного експерименту, що створив інший вид простору, іменований «ново-вакуумом». Незрозумілим чином він став розширюватися в різні сторони з неймовірною швидкістю, поглинаючи «стандартну» матерію на власному шляху. Серед людей з'явилися два табори: одні намагаються відшукати спосіб як знешкодити цю загрозу, а інші — дослідити і зрозуміти її.

## Передісторія
В своєму романі Грег Іген популярно викладає читачеві теорію квантових графів. Ще Ейнштейн вважав, що простір і час нерозривні. Однак прихильники теорії квантових графів піддають цю думку сумніву — принаймні в дуже малих масштабах. Класичний приклад графу — карта лондонського метро, а в підручниках фізики чи хімії користуються для зображення того, як атоми з'єднуються, хімічними зв'язками в молекулі. Математика, описує квантові стани об'єму і площі, забезпечує набір правил, що регулюють те, як лінії можуть з'єднувати вузли і які можуть розташовуватися один щодо одного. В її рамках кожний квантовий стан відповідає одному з графів, і кожен граф, що задовольняє правилам, співвідноситься з квантовим станом. Графи, таким чином, являють собою зручний короткий запис можливих квантових станів простору. Теорія квантових графів дозволяє уявити фізичну реальність у вигляді повної групи багаточасткових графів, що складаються з вершин і зв'язків між вершинами.
Дія роману відбувається в далекому майбутньому, де більшість людей безстатеві, хоча використовують чоловічі та жіночі займенники. Вони самостійно вирощують собі статеві органи за потреби. Саме існування людей теж інше — їхні свідомості записані в комп'ютери, і лише деякі люди «втілені», маючи біологічні тіла з чипами в голові, щоб синхронізуватися з комп'ютерами. Впродовж тисячоліть ніхто не помирав, окрім рідкісних випадків самогубств. Люди регулярно роблять резервні копії себе, але активна лише одна з них. Перенесення на великі відстані здійснюється шляхом передачі записаної свідомості в інше тіло. При цьому сильного штучного інтелекту не створено і він принципово неможливий.

## Сюжет
У далекому майбутньому, через двадцять тисяч років, фізик з Землі на ім'я Касс вирушає на орбітальну станцію в системі Мімоза, щоб поставити серію експериментів для встановлення межі застосовності законів Сарумпета. Це система фундаментальних рівнянь з «Теорії квантових графів», що дозволяє представити фізичну реальність у вигляді повної групи багаточасткових графів. В результаті експериментів раптово виникає зелена хмара туману, стабільнішого за звичайний вакуум.
Самовкладений ново-вакуум почав розширюватися з напівсвітловою швидкістю, а звичайний вакуум став колапсувати на межі хмари, явно вказуючи на можливість узагальнення законів Сарумпета. Місцеве населення вимушене шукати віддаленішу зоряну систему, щоб уникнути кордону, що монотонно наближається, але його рух ніколи не сповільнюється. Тож тільки питання часу, коли ново-вакуум охопить будь-який заданий об'єкт. У міру того, як туман поглинає зірку за зіркою, виникає два табори: Захисники, які хочуть зупинити туман і зберегти Чумацький Шлях за будь-яку ціну, і Добувачі, які вважають, що ново-вакуум — дуже важливе відкриття, і тому його треба вивчати, а не знищувати.
Через 600 років після початку експерименту на борту зоряного крейсера «Ріндлер» (Rindler), який рухається зі швидкістю кордону, біженці намагаються знайти можливі підходи до вивчення фізики ново-вакууму. Дослідники Чікая та Маріама вирушають у ново-вакуум на своєрідному «батискафі». Туман виявляється складнішою структурою, ніж можна собі уявити, з іншими законами фізики. В ньому існує своє життя, схоже на бактерії. Дослідники дають їм назви за аналогією з земними істотами. Герої усвідомлюють, що всередині ново-вакууму є розумне життя, коли помічають, що серія імпульсів, які надходять із нього, представляють послідовні прості числа.
Відкриття значно посилює позиції Захисників, оскільки по-перше знищення ново-вакууму було б геноцидом, а по-друге, якщо його жителі вціліють, то прагнутимуть знищити ворогів ззовні туману.